# Schausammlung
Als Schausammlung wird der öffentlich zugängliche repräsentative Teil einer musealen Dauerausstellung oder Lehrsammlung in Kunst und Wissenschaft bezeichnet. Davon abgegrenzt wird die ergänzende Studiensammlung, die auf Wunsch dem Fachpublikum geöffnet wird. Studiendepots und Magazine sind hingegen auch der Fachöffentlichkeit nur bedingt zugänglich.

## Gliederung der Bestände
Die Dreigliederung von Schausammlung, Studiensammlung und Magazin hat sich seit den Zwanzigerjahren im Museumsbau für die räumlich getrennte Präsentation und Archivierung von Kunstgut durchgesetzt und ist seither zunehmend durch den vierten Raumtyp, der für aktuelle Sonderausstellungen bereitstehenden Ausstellungshalle, ergänzt worden. Mit der fortschreitenden Digitalisierung ist daneben auch die Präsentation der Bestände im Internet getreten, die neben den Highlights der Sammlung im Kontext einer allgemeinen Präsentation des Museums immer häufiger auch die Magazinbestände für die Allgemeinheit erschließt.
Beispielhaft für einen viergliedrigen Aufbau ist das Römisch-Germanische Museum in Köln. Die Schausammlung ist dort als Dauerausstellung seit Museumsgründung unverändert, während aktuelle Ausstellungen in den Sonderausstellungsräumen gezeigt werden. Die Studiensammlung ist dagegen zusammen mit der Museumsbibliothek im Verwaltungsbau untergebracht und ist räumlich von den Museumsmagazinen getrennt.
Mit der Organisation der vier Raumtypen des Museums befasst sich die Museumswissenschaft, mit der Vermittlung der Sonder- und Dauerausstellungsbereiche die Museumspädagogik.